# Condado de Siskiyou
O condado de Siskiyou (em inglês:  Siskiyou County) é um dos 58 condados do estado americano da Califórnia. Foi fundado em 1852. A sede e cidade mais populosa do condado é Yreka.

## Geografia
De acordo com o United States Census Bureau, o condado possui uma área de 16 440 km², dos quais 16 260 km² estão cobertos por terra e 180 km² por água.

## Demografia
Segundo o censo nacional de 2010, o condado possui uma população de 44 900 habitantes e uma densidade populacional de 2,76 hab/km². Possui 23 910 residências, que resulta em uma densidade de 1,5 residências/km².
Das 9 localidades incorporadas no condado, Yreka é a mais populosa, com 7 765 habitantes, enquanto que Tulelake é a mais densamente povoada, com 951 hab/km². Etna é a menos populosa, com 737 habitantes. De 2000 para 2010, a população de Fort Jones cresceu 27% e a de Dunsmuir reduziu em 14%. Apenas 4 cidades possuem população superior a mil habitantes.